# Ungdomseuropamästerskapet i volleyboll för flickor 2005
Ungdomseuropamästerskapet i volleyboll för flickor 2005 var den sjätte upplagan av tävlingen. Det genomfördes mellan 29 mars och 3 april 2005 i Estland med tolv deltagande lag. Ukraina vann tävlingen för första gången.

## Kval
| Typ av kvalificering                                               | Typ av kvalificering                                               | Kvalificerade lag          |
| ------------------------------------------------------------------ | ------------------------------------------------------------------ | -------------------------- |
| Värd                                                               | Värd                                                               | Estland U18                |
| Vinnare av Ungdomseuropamästerskapet i volleyboll för flickor 2003 | Vinnare av Ungdomseuropamästerskapet i volleyboll för flickor 2003 | Kroatien U18               |
| Kval                                                               | Grupp A                                                            | Turkiet U18                |
| Kval                                                               | Grupp A                                                            | Italien U18                |
| Kval                                                               | Grupp B                                                            | Österrike U18              |
| Kval                                                               | Grupp B                                                            | Serbien och Montenegro U18 |
| Kval                                                               | Grupp C                                                            | Ryssland U18               |
| Kval                                                               | Grupp C                                                            | Ungern U18                 |
| Kval                                                               | Grupp D                                                            | Ukraina U18                |
| Kval                                                               | Grupp D                                                            | Tyskland U18               |
| Kval                                                               | Grupp E                                                            | Tjeckien U18               |
| Kval                                                               | Grupp E                                                            | Belarus U18                |

## Gruppspel
|  | Kvalificerad för kvartsfinal |
|  | Till spel om 9-12:e plats    |

### Grupp A
|       |              |   | Matcher | Matcher | Poäng | Poäng | Poäng | Set | Set | Set   |
| Plac. | Lag          | P | V       | F       | V     | F     | Ratio | V   | F   | Ratio |
| ----- | ------------ | - | ------- | ------- | ----- | ----- | ----- | --- | --- | ----- |
| 1     | Italien U18  | 4 | 2       | 0       | 150   | 97    | 1.546 | 6   | 0   | MAX   |
| 2     | Ryssland U18 | 3 | 1       | 1       | 134   | 133   | 1.008 | 3   | 3   | 1.000 |
| 3     | Estland U18  | 2 | 0       | 2       | 99    | 153   | 0.647 | 0   | 6   | 0.000 |

| Datum  | Tid   |              | Resultat |              | Set 1 | Set 2 | Set 3 | Set 4 | Set 5 | Totalt | Rapport |
| ------ | ----- | ------------ | -------- | ------------ | ----- | ----- | ----- | ----- | ----- | ------ | ------- |
| 29 Mar | 17:00 | Ryssland U18 | 0–3      | Italien U18  | 20–25 | 18–25 | 18–25 |       |       | 56–75  | Rapport |
| 30 Mar | 17:00 | Estland U18  | 0–3      | Ryssland U18 | 18–25 | 26–28 | 14–25 |       |       | 58–78  | Rapport |
| 31 Mar | 17:00 | Italien U18  | 3–0      | Estland U18  | 25–14 | 25–13 | 25–14 |       |       | 75–41  | Rapport |

### Grupp B
|       |                            |   | Matcher | Matcher | Poäng | Poäng | Poäng | Set | Set | Set   |
| Plac. | Lag                        | P | V       | F       | V     | F     | Ratio | V   | F   | Ratio |
| ----- | -------------------------- | - | ------- | ------- | ----- | ----- | ----- | --- | --- | ----- |
| 1     | Tyskland U18               | 4 | 2       | 0       | 153   | 127   | 1.205 | 6   | 0   | MAX   |
| 2     | Tjeckien U18               | 3 | 1       | 1       | 173   | 182   | 0.951 | 3   | 5   | 0.600 |
| 3     | Serbien och Montenegro U18 | 2 | 0       | 2       | 163   | 180   | 0.906 | 2   | 6   | 0.333 |

| Datum  | Tid   |                            | Resultat |                            | Set 1 | Set 2 | Set 3 | Set 4 | Set 5 | Totalt  | Rapport |
| ------ | ----- | -------------------------- | -------- | -------------------------- | ----- | ----- | ----- | ----- | ----- | ------- | ------- |
| 29 Mar | 14:30 | Serbien och Montenegro U18 | 0–3      | Tyskland U18               | 17–25 | 21–25 | 21–25 |       |       | 59–75   | Rapport |
| 30 Mar | 12:00 | Tjeckien U18               | 3–2      | Serbien och Montenegro U18 | 19–25 | 25–17 | 18–25 | 28–26 | 15–11 | 105–104 | Rapport |
| 31 Mar | 19:30 | Tyskland U18               | 3–0      | Tjeckien U18               | 25–21 | 28–26 | 25–21 |       |       | 78–68   | Rapport |

### Grupp C
|       |              |   | Matcher | Matcher | Poäng | Poäng | Poäng | Set | Set | Set   |
| Plac. | Lag          | P | V       | F       | V     | F     | Ratio | V   | F   | Ratio |
| ----- | ------------ | - | ------- | ------- | ----- | ----- | ----- | --- | --- | ----- |
| 1     | Kroatien U18 | 4 | 2       | 0       | 155   | 123   | 1.260 | 6   | 0   | MAX   |
| 2     | Belarus U18  | 3 | 1       | 1       | 139   | 139   | 1.000 | 3   | 3   | 1.000 |
| 3     | Turkiet U18  | 2 | 0       | 2       | 118   | 150   | 0.787 | 0   | 6   | 0.000 |

| Datum  | Tid   |              | Resultat |              | Set 1 | Set 2 | Set 3 | Set 4 | Set 5 | Totalt | Rapport |
| ------ | ----- | ------------ | -------- | ------------ | ----- | ----- | ----- | ----- | ----- | ------ | ------- |
| 29 Mar | 19:30 | Turkiet U18  | 0–3      | Belarus U18  | 19–25 | 18–25 | 22–25 |       |       | 59–75  | Rapport |
| 30 Mar | 19:30 | Kroatien U18 | 3–0      | Turkiet U18  | 25–18 | 25–19 | 25–22 |       |       | 75–59  | Rapport |
| 31 Mar | 14:30 | Belarus U18  | 0–3      | Kroatien U18 | 28–30 | 20–25 | 16–25 |       |       | 64–80  | Rapport |

### Grupp D
|       |               |   | Matcher | Matcher | Poäng | Poäng | Poäng | Set | Set | Set   |
| Plac. | Lag           | P | V       | F       | V     | F     | Ratio | V   | F   | Ratio |
| ----- | ------------- | - | ------- | ------- | ----- | ----- | ----- | --- | --- | ----- |
| 1     | Ukraina U18   | 4 | 2       | 0       | 150   | 112   | 1.339 | 6   | 0   | MAX   |
| 2     | Österrike U18 | 3 | 1       | 1       | 162   | 170   | 0.953 | 3   | 5   | 0.600 |
| 3     | Ungern U18    | 2 | 0       | 2       | 151   | 181   | 0.834 | 2   | 6   | 0.333 |

| Datum  | Tid   |               | Resultat |               | Set 1 | Set 2 | Set 3 | Set 4 | Set 5 | Totalt | Rapport |
| ------ | ----- | ------------- | -------- | ------------- | ----- | ----- | ----- | ----- | ----- | ------ | ------- |
| 29 Mar | 12:00 | Ukraina U18   | 3–0      | Ungern U18    | 25–17 | 25–17 | 25–22 |       |       | 75–56  | Rapport |
| 30 Mar | 14:30 | Österrike U18 | 0–3      | Ukraina U18   | 16–25 | 21–25 | 19–25 |       |       | 56–75  | Rapport |
| 31 Mar | 12:00 | Ungern U18    | 2–3      | Österrike U18 | 15–25 | 17–25 | 25–18 | 25–23 | 13–15 | 95–106 | Rapport |

## Spel om 9-12:e plats
|  | Matcher om 9-12:e plats    | Matcher om 9-12:e plats |   |             | Match om 9:e plats         | Match om 9:e plats |  |
|  |                            |                         |   |             |                            |                    |  |
|  | 1 April                    |                         |   |             |                            |                    |  |
|  | Estland U18                | 0                       |   |             |                            |                    |  |
|  | Serbien och Montenegro U18 | 3                       |   |             |                            |                    |  |
|  |                            |                         |   |             |                            |                    |  |
|  |                            |                         |   |             | 2 April                    |                    |  |
|  |                            |                         |   |             | Serbien och Montenegro U18 | 3                  |  |
|  |                            | Turkiet U18             | 2 |             |                            |                    |  |
|  |                            |                         |   |             |                            |                    |  |
|  |                            |                         |   |             |                            |                    |  |
|  |                            |                         |   |             | Match om 11:e plats        |                    |  |
|  | 1 April                    | 1 April                 |   | 2 April     | 2 April                    |                    |  |
|  | Turkiet U18                | 3                       |   | Estland U18 | 3                          |                    |  |
|  | Ungern U18                 | 1                       |   |             | Ungern U18                 | 2                  |  |

### Matcher om 9-12:e plats
| Datum | Tid   |             | Resultat |                            | Set 1 | Set 2 | Set 3 | Set 4 | Set 5 | Totalt | Rapport |
| ----- | ----- | ----------- | -------- | -------------------------- | ----- | ----- | ----- | ----- | ----- | ------ | ------- |
| 1 Apr | 15:00 | Estland U18 | 0–3      | Serbien och Montenegro U18 | 17–25 | 17–25 | 9–25  |       |       | 43–75  | Rapport |
| 1 Apr | 18:00 | Turkiet U18 | 3–1      | Ungern U18                 | 22–25 | 25–18 | 25–18 | 25–17 |       | 97–78  | Rapport |

### Match om 11:e plats
| Datum | Tid   |             | Resultat |            | Set 1 | Set 2 | Set 3 | Set 4 | Set 5 | Totalt  | Rapport |
| ----- | ----- | ----------- | -------- | ---------- | ----- | ----- | ----- | ----- | ----- | ------- | ------- |
| 2 Apr | 15:00 | Estland U18 | 3–2      | Ungern U18 | 19–25 | 27–25 | 19–25 | 25–14 | 15–13 | 105–102 | Rapport |

### Match om 9:e plats
| Datum | Tid   |                            | Resultat |             | Set 1 | Set 2 | Set 3 | Set 4 | Set 5 | Totalt | Rapport |
| ----- | ----- | -------------------------- | -------- | ----------- | ----- | ----- | ----- | ----- | ----- | ------ | ------- |
| 2 Apr | 18:00 | Serbien och Montenegro U18 | 3–2      | Turkiet U18 | 22–25 | 20–25 | 25–16 | 25–18 | 15–13 | 107–97 | Rapport |

## Finalspel
|  | Match om 5:e plats | Match om 5:e plats | Match om 5:e plats |  |               | Spel om 5-8:e plats | Spel om 5-8:e plats | Spel om 5-8:e plats |             |             | Kvartsfinaler | Kvartsfinaler | Kvartsfinaler |              |              | Semifinaler  | Semifinaler | Semifinaler |              |                    | Final              | Final              | Final   |
|  |                    |                    |                    |  |               |                     |                     |                     |             |             |               |               |               |              |              |              |             |             |              |                    |                    |                    |         |
|  |                    |                    |                    |  |               |                     |                     |                     |             |             | Italien U18   | Italien U18   | 3             |              |              |              |             |             |              |                    |                    |                    |         |
|  |                    |                    |                    |  |               |                     |                     |                     |             |             | Tjeckien U18  | Tjeckien U18  | 1             |              |              |              |             |             |              |                    |                    |                    |         |
|  |                    |                    |                    |  |               | Tjeckien U18        | Tjeckien U18        | 0                   |             | 1 April     | 1 April       | 1 April       | 1 April       |              | Italien U18  | Italien U18  | 1           |             |              |                    |                    |                    |         |
|  |                    |                    |                    |  |               | Belarus U18         | Belarus U18         | 3                   |             |             |               |               |               |              | Ukraina U18  | Ukraina U18  | 3           |             |              |                    |                    |                    |         |
|  |                    |                    |                    |  | 2 April       | 2 April             | 2 April             | 2 April             | Ukraina U18 | Ukraina U18 | 3             |               | 2 April       | 2 April      | 2 April      |              |             |             |              |                    |                    |                    |         |
|  |                    |                    |                    |  |               |                     |                     |                     |             |             | Belarus U18   | Belarus U18   | 0             |              |              |              |             |             |              |                    |                    |                    |         |
|  | Belarus U18        | Belarus U18        | 0                  |  |               |                     |                     |                     |             | 1 April     | 1 April       | 1 April       | 1 April       | 1 April      | 1 April      | 1 April      | 1 April     | 1 April     | 1 April      | Ukraina U18        | Ukraina U18        | 3                  |         |
|  | Tyskland U18       | Tyskland U18       | 3                  |  |               |                     |                     |                     |             |             |               |               |               |              |              |              |             |             | Ryssland U18 | Ryssland U18       | 2                  |                    |         |
|  | 3 April            | 3 April            | 3 April            |  |               |                     |                     |                     |             |             | Kroatien U18  | Kroatien U18  | 3             |              |              |              |             |             |              | 3 April            | 3 April            | 3 April            |         |
|  |                    |                    |                    |  |               |                     |                     |                     |             |             | Österrike U18 | Österrike U18 | 0             |              |              |              |             |             |              |                    |                    |                    |         |
|  |                    |                    |                    |  | Österrike U18 | Österrike U18       | 1                   |                     | 1 April     | 1 April     | 1 April       | 1 April       |               | Kroatien U18 | Kroatien U18 | 2            |             |             |              |                    |                    |                    |         |
|  | Match om 7:e plats | Match om 7:e plats | Match om 7:e plats |  |               | Tyskland U18        | Tyskland U18        | 3                   |             |             |               |               |               |              | Ryssland U18 | Ryssland U18 | 3           |             |              | Match om 3:e plats | Match om 3:e plats | Match om 3:e plats |         |
|  | Tjeckien U18       | Tjeckien U18       | 0                  |  |               | 2 April             | 2 April             | 2 April             | 2 April     | 2 April     | Tyskland U18  | Tyskland U18  | 0             |              | 2 April      | 2 April      | 2 April     | 2 April     | 2 April      | Italien U18        | Italien U18        | 3                  |         |
|  | Österrike U18      | Österrike U18      | 3                  |  |               |                     |                     |                     |             |             | Ryssland U18  | Ryssland U18  | 3             |              |              |              |             |             |              |                    | Kroatien U18       | Kroatien U18       | 1       |
|  | 3 April            | 3 April            | 3 April            |  |               |                     |                     |                     |             |             | 1 April       | 1 April       | 1 April       |              |              |              |             |             |              |                    | 3 April            | 3 April            | 3 April |

### Kvartsfinaler
| Datum | Tid   |              | Resultat |               | Set 1 | Set 2 | Set 3 | Set 4 | Set 5 | Totalt | Rapport |
| ----- | ----- | ------------ | -------- | ------------- | ----- | ----- | ----- | ----- | ----- | ------ | ------- |
| 1 Apr | 12:00 | Italien U18  | 3–1      | Tjeckien U18  | 25–18 | 25–12 | 26–28 | 25–17 |       | 101–75 | Rapport |
| 1 Apr | 14:30 | Kroatien U18 | 3–0      | Österrike U18 | 25–13 | 26–24 | 25–20 |       |       | 76–57  | Rapport |
| 1 Apr | 17:00 | Tyskland U18 | 0–3      | Ryssland U18  | 23–25 | 23–25 | 16–25 |       |       | 62–75  | Rapport |
| 1 Apr | 19:30 | Ukraina U18  | 3–0      | Belarus U18   | 25–21 | 25–22 | 25–23 |       |       | 75–66  | Rapport |

### Spel om 5-8:e plats
| Datum | Tid   |              | Resultat |               | Set 1 | Set 2 | Set 3 | Set 4 | Set 5 | Totalt | Rapport |
| ----- | ----- | ------------ | -------- | ------------- | ----- | ----- | ----- | ----- | ----- | ------ | ------- |
| 2 Apr | 12:00 | Tjeckien U18 | 0–3      | Belarus U18   | 15–25 | 18–25 | 21–25 |       |       | 54–75  | Rapport |
| 2 Apr | 14:30 | Tyskland U18 | 3–1      | Österrike U18 | 19–25 | 25–23 | 25–18 | 25–15 |       | 94–81  | Rapport |

### Semifinaler
| Datum | Tid   |              | Resultat |              | Set 1 | Set 2 | Set 3 | Set 4 | Set 5 | Totalt  | Rapport |
| ----- | ----- | ------------ | -------- | ------------ | ----- | ----- | ----- | ----- | ----- | ------- | ------- |
| 2 Apr | 17:00 | Italien U18  | 1–3      | Ukraina U18  | 25–20 | 24–26 | 20–25 | 18–25 |       | 87–96   | Rapport |
| 2 Apr | 19:30 | Ryssland U18 | 3–2      | Kroatien U18 | 25–18 | 21–25 | 25–18 | 17–25 | 21–19 | 109–105 | Rapport |

### Match om 7:e plats
| Datum | Tid   |              | Resultat |               | Set 1 | Set 2 | Set 3 | Set 4 | Set 5 | Totalt | Rapport |
| ----- | ----- | ------------ | -------- | ------------- | ----- | ----- | ----- | ----- | ----- | ------ | ------- |
| 3 Apr | 12:00 | Tjeckien U18 | 0–3      | Österrike U18 | 23–25 | 23–25 | 24–26 |       |       | 70–76  | Rapport |

### Match om 5:e plats
| Datum | Tid   |             | Resultat |              | Set 1 | Set 2 | Set 3 | Set 4 | Set 5 | Totalt | Rapport |
| ----- | ----- | ----------- | -------- | ------------ | ----- | ----- | ----- | ----- | ----- | ------ | ------- |
| 3 Apr | 15:00 | Belarus U18 | 0–3      | Tyskland U18 | 23–25 | 22–25 | 22–25 |       |       | 67–75  | Rapport |

### Match om 3:e plats
| Datum | Tid   |             | Resultat |              | Set 1 | Set 2 | Set 3 | Set 4 | Set 5 | Totalt | Rapport |
| ----- | ----- | ----------- | -------- | ------------ | ----- | ----- | ----- | ----- | ----- | ------ | ------- |
| 3 Apr | 15:30 | Italien U18 | 3–1      | Kroatien U18 | 25–22 | 20–25 | 25–22 | 25–22 |       | 95–91  | Rapport |

### Final
| Datum | Tid   |             | Resultat |              | Set 1 | Set 2 | Set 3 | Set 4 | Set 5 | Totalt  | Rapport |
| ----- | ----- | ----------- | -------- | ------------ | ----- | ----- | ----- | ----- | ----- | ------- | ------- |
| 3 Apr | 18:00 | Ukraina U18 | 3–2      | Ryssland U18 | 20–25 | 17–25 | 25–19 | 26–24 | 15–9  | 103–102 | Rapport |

## Slutplacering
| Plats | Lag                        |
| ----- | -------------------------- |
| 1     | Ukraina U18                |
| 2     | Ryssland U18               |
| 3     | Italien U18                |
| 4     | Kroatien U18               |
| 5     | Tyskland U18               |
| 6     | Belarus U18                |
| 7     | Österrike U18              |
| 8     | Tjeckien U18               |
| 9     | Serbien och Montenegro U18 |
| 10    | Turkiet U18                |
| 11    | Estland U18                |
| 12    | Ungern U18                 |

|  | Kvalificerade för U18-VM 2005 |

## Individuella utmärkelser
- Mest värdefulla spelare

 Olha Saventjuk
- Bästa anfallare

 Olha Saventjuk
- Bästa servare

 Jelena Alajbeg
- Bästa blockare

 Natalia Dianskaya
- Bästa passare

 Ana Grbac
- Bästa libero

 Alexandra Vinogradova
- Bästa mottagare

 Lucia Bosetti